# 고성 도연서원
고성 도연서원(固城 道淵書院)은 대한민국 경상남도 고성군 마암면 도전리에 있는 서원이다.
1983년 7월 20일 경상남도의 문화재자료 제37호 도연서원으로 지정되었다가, 2018년 12월 20일 현재의 명칭으로 변경되었다.

## 개요
허기·허천수·허재의 뜻을 기리기 위해 세운 서원이다.
조선 숙종 13년(1687)에 세웠으나, 흥선대원군의 서원철폐령으로 고종 5년(1868)에 폐쇄되었다가 1920년에 다시 세웠다.
현재 남아 있는 건물로는 강당, 사당인 추원사, 돈화실, 명성실, 내삼문, 외삼문인 일원문이 있다.
강당은 앞면 5칸·옆면 3칸의 규모이며, 지붕은 옆면에서 볼 때 여덟 팔(八)자 모양인 팔작지붕이다. 강당 뒤쪽 높은 곳에 있는 추원사는 앞면3칸 ·옆면 2칸 규모로, 지붕은 옆면에서 볼 때 사람 인(人)자 모양인 맞배지붕이다. 돈화실과 명성실은 앞면 3칸·옆면 2칸 규모에 지붕은 팔작지붕으로 꾸몄다. 정문인 일원문은 앞면 3칸 솟을대문으로 가운데 1칸을 출입문으로 사용하고 그 윗부분에 난간을 설치한 누대(樓臺)를 둔 것이 특이하다.
이 서원에서는 해마다 음력 3월과 9월에 제사를 지내고 있다.

## 참고 문헌
- 고성 도연서원 - 국가유산청 국가유산포털